# バーニー作戦
バーニー作戦（バーニーさくせん, 英語: Operation Barney）は、太平洋戦争末期の1945年6月にアメリカ海軍の潜水艦部隊が行った日本海での通商破壊作戦。対馬海峡から日本軍の機雷を回避して潜入し、日本に残された数少ないシーレーンを襲って複数の商船を撃沈することに成功したものの損失も受けた。

## 背景
1945年（昭和20年）4月の沖縄へのアメリカ軍上陸により、日本と東南アジアの占領地を結ぶ南方航路は閉鎖された。日本に残されたシーレーンは黄海と日本海を航行する大陸航路と、国内航路だけとなっていた。アメリカ軍爆撃機が機雷を投下する飢餓作戦により瀬戸内海すらも封鎖されつつある中、国民生活維持に不可欠な食糧や地下資源を輸送する日本海航路は重要度を増していた。
一方で、日本に対する通商破壊の主役を担ってきたアメリカ海軍潜水艦部隊は日本の海上交通が逼迫するにつれ、獲物の減少で次第に戦果を上げられなくなっていた。そこで、太平洋艦隊潜水艦部隊のチャールズ・A・ロックウッド司令官は、日本の大陸交通を遮断するため、「天皇の浴槽（The Emperor's Bathtub）」とあだ名されていた日本海での通商破壊作戦を発案した。日本海への潜水艦侵入作戦は1943年（昭和18年）8-9月にも「プランジャー」などによって行われたことがあったが、その当時はめぼしい商船が少なく、10月に「ワフー」が撃沈されて以後は手つかずの状態が続いていた。侵入口となる海峡周辺には日本海軍により対潜機雷が敷設されていると想定されたが、1944年（昭和19年）11月から実戦配備が始まった新型のFMソナーの性能ならば機雷を探知して回避することが可能であった。「バーニー作戦」と命名された侵入計画は大戦全体の中でも最も慎重に練られ、潜水艦「シードッグ」のアール・T・ハイドマン艦長率いる9隻のウルフパックヘルキャッツ（英語: Hellcats）が参加することになった。9隻の潜水艦は、侵入後さらに3隻ずつの3群ハイドマンズ・ヘップキャッツ（英語: Hydeman's Hepcats）、ピアースズ・ポールキャッツ（英語: Pierce's Polecats）、リッサーズ・ボブキャッツ（英語: Risser's Bobcats）に分かれて行動するものとされた。
日本軍も、日本海への敵潜水艦侵入を警戒してある程度の対策は講じていた。日本海を守る対潜機雷堰構築は1943年7月の宗谷海峡東口への470個敷設を皮切りに進められ、対馬海峡には1945年4月16日から6月1日に6000個の敷設が完了したばかりだった。宗谷海峡と津軽海峡には6月末から8月に追加敷設が計画されていた。護衛・掃討兵力として、舞鶴鎮守府指揮下に5月新設の第105戦隊、大湊警備府にも4月新設の第104戦隊など海防艦部隊を置いたほか、各鎮守府・警備府の駆潜艇や対潜訓練部隊である第51戦隊、対潜哨戒機の第901空・903空などが展開していた。護衛用の燃料不足のため本格的な護送船団の編成こそ見送られていたが、主要な商船に数隻の小船団を組ませることで被害発生時の通報体制が強化されていた。このほか、海軍の防備衛所や陸軍の壱岐要塞なども海峡の監視に従事している。なお、アメリカ海軍に該当艦は無いが、日本側では1945年4月上旬にも若狭湾で敵潜水艦の出現や魚雷の航跡が報告されており、対潜艦艇が掃討に出動したことがあった。

## 戦闘経過

### 対馬海峡機雷堰の突破
5月27日から29日にかけて、ヘルキャッツ狼群の9隻の潜水艦は、グアムを出撃した。出撃前の晩には、従軍看護婦も特別参加した盛大な壮行会が開かれた。リッサーズ・ボブキャッツは途中で不時着搭乗員の救助任務を命じられ、他の2群6隻はまっすぐに対馬海峡を目指した。リッサーズ・ボブキャッツの潜水艦「ティノサ」は孀婦岩北西33km付近の海面を漂うB-29爆撃機乗員10名を救助したが、このまま日本海に侵入するとの計画を聞いたB-29乗員たちは海上に戻ると言いだした。
6月5日から6日に、ヘルキャッツの各艦は次々と対馬海峡を突破した。新鋭のFMソナーは魚群などを探知した誤作動も多く、ひっきりなしの機雷警報に乗員は神経をすり減らしたが、なんとか1隻も触雷せず定刻通りに通峡できた。潜入に成功したアメリカ潜水艦群は、ハイドマンズ・ヘップキャッツが本州北西洋上、ピアースズ・ポールキャッツは日本海南東部、リッサーズ・ボブキャッツは日本海西部とそれぞれの担当海域に散開し、攻撃開始日時である6月9日の日没を待った。潜伏中に無防備な日本船を発見することもあったが、9日日没まで攻撃は厳禁されていたため見逃した。
6月9日の日没後、ヘルキャッツは一斉に攻撃を開始した。ハイドマンズ・ヘップキャッツは函館港や大湊港に向かう航路を狙い、旗艦の「シードック」が9日夜に佐渡北方で「佐川丸」（三井船舶：1189総トン）と「昭洋丸」（馬場汽船：2211総トン）を立て続けに魚雷で撃沈し、バーニー作戦最初の戦果を記録した。11日までの最初の3日間で、ハイドマンズ・ヘップキャッツは「シードック」、「スペードフィッシュ」、「クレヴァル」が3隻ずつ、リッサーズ・ボブキャッツは「フライングフィッシュ」が2隻と「ティノサ」、「ボーフィン」が1隻ずつ、計13隻の民間商船または徴用輸送船を撃沈した。ボブキャッツは上記の統計に入らない一群の沿岸用小型船も撃破している。ピアースズ・ポールキャッツだけは3日間で一隻の商船も沈められなかったが、代わりに「スケート」が10日に能登半島沖を航行中の日本潜水艦「伊122」を撃沈した。

### 商船被害の拡大と日本側の反撃
日本側の対応は比較的早かった。船団を組んでいたことが功を奏し、最初の犠牲者である「佐川丸」の沈没は、僚船の「昭洋丸」が自身も撃沈される前に無電で通報できた。夜が明けた6月10日には海上護衛総司令部でも敵潜水艦侵入を把握していた。護送船団としての直衛艦配備は引き続き限定的だったが、大規模な対潜作戦による間接護衛の強化が図られた。対馬海峡方面の第一護衛艦隊は第31海防隊を舞鶴鎮守府に増援として送った。舞鶴鎮守府護衛部隊は、15日に第105戦隊と第31海防隊の所属艦で3つの掃討隊を編成し、潜水艦狩りに従事させた。27日には海防艦3隻で第4掃討隊を追加編成した。大湊警備府でも6月12日から夜間航行禁止など航行管制を強化し、駆逐艦「柳」、「橘」ほかによる哨戒・対潜掃討の実施、海峡への機雷敷設の促進など対策を命じた。呉鎮守府も、「伊122」の撃沈を受けて、日本海方面に疎開させていた潜水艦を瀬戸内海に戻すよう関係部署に要望した。

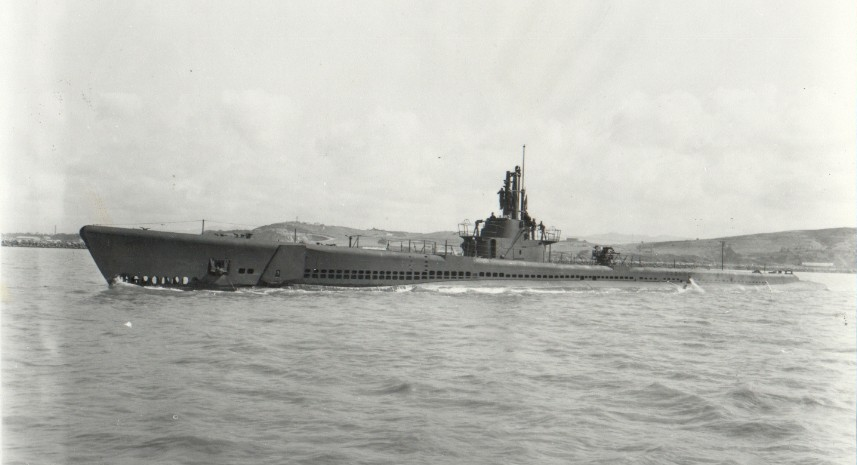
アメリカ潜水艦「スペードフィッシュ」。バーニー作戦中に「シードッグ」に次いで2番目に多い5隻の日本艦船を撃沈した。

アメリカ潜水艦は、適宜移動しながら襲撃を続けた。大胆な行動に及ぶこともあり、6月12日には「スケート」が富来湾に侵入、悪天候を避けて碇泊中だった3隻の船団を全滅させた。17日には、「スペードフィッシュ」により商船改装の特設敷設艦「永城丸」（東亜海運：2274トン）が撃沈された。永城丸は、宗谷海峡・津軽海峡方面の対潜機雷堰構築任務で大湊に回航する途中であった。12日から24日までのアメリカ側戦果として戦後に確定されたものは14隻で、ハイドマンズ・ヘップキャッツが「シードッグ」の3隻と「スペードフィッシュ」の2隻（「永城丸」を含む）、ピアースズ・ポールキャッツが「ボーンフィッシュ」の2隻と「スケート」の3隻、リッサーズ・ボブキャッツが「ボーフィン」の1隻と「ティノサ」の3隻となっている。また、「ティノサ」の6月20日の戦果として「大図丸」（大図汽船：2726総トン）撃沈が記録されているところ、同船の属するラ03船団では「三仁丸」（菅谷汽船：2500総トン）も分離して舞鶴に向かったまま消息不明となっており、同様にアメリカ潜水艦に撃沈された可能性がある。さらに上記の撃沈隻数に含まれていない小型船の被害もあり、例えば22日には漁船1隻の沈没が日本側で記録されている。なお、13日には「スペードフィッシュ」が誤ってソ連船「トランスバルト」を撃沈してしまう事故があった。

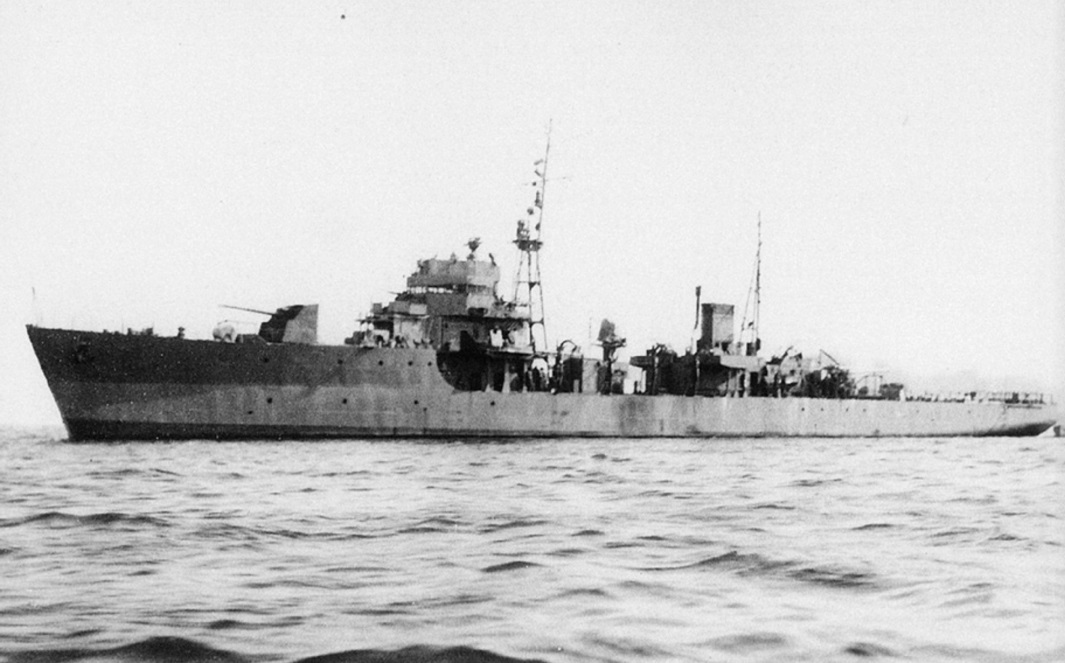
「沖縄」と同型の鵜来型海防艦「宇久」。

これに対し、日本側の対潜部隊は6月19日に「ボーンフィッシュ」の撃沈に成功した。「ボーンフィッシュ」は、富山湾での白昼潜航哨戒を意図して「タニー」と別れた後、七尾湾で貨客船「坤山丸」（興国汽船：5488総トン）を撃沈したが、急行してきた舞鶴鎮守府護衛部隊の第1掃討隊（海防艦「沖縄」、「第63号海防艦、「第207号海防艦」）にソナーで捕捉された。付近にいた「第75号海防艦」（第11海防隊所属）と「第158号海防艦」（第51戦隊所属）も加わって、ソナーの反応が絶えるまで爆雷を投下し、翌日に大量の重油と木片が海面に確認された。なお、23日にも能登半島沖で磁気探知機装備の水上機や海防艦の協同攻撃で敵潜水艦撃沈確実との記録があるが、同時期にアメリカ潜水艦は付近に残っておらず、「ボーンフィッシュ」または「伊122」の残骸を誤探知した可能性がある。
対潜部隊も逆襲を受けることがあり、14日に駆逐艦「柳」が雷撃されるも回避、22日には海防艦「笠戸」が「クレヴァル」の雷撃で大破した。

### 宗谷海峡からの脱出
6月24日夕刻、予定の作戦行動を終えたアメリカ潜水艦隊は、利尻島北西の宗谷海峡西口付近に集結した。唯一、「ボーンフィッシュ」だけは現れなかった。集まった8隻は二列縦陣を組み6月25日深夜0時、濃霧に包まれた宗谷海峡を浮上突破してオホーツク海へと抜けた。宗谷海峡の日本軍機雷堰は、中立国であるソ連船舶の交通を妨げないよう深々度に敷設されていたため、浮上潜水艦には効果が無かった。日本側担当の大湊警備府は18日以降、アメリカ潜水艦の日本海脱出が近いと見て海峡警備を強化していたが、大湊警備府も陸軍の宗谷要塞も、全く通過に気付かなかった。大湊警備府は6月28日にもまだ脱出を警戒していたが、30日には再侵入を警戒する態勢へと移行した。
その後、ヘルキャッツの各艦はハワイに向けて帰路に就いた。消息不明の「ボーンフィッシュ」が属するピアースズ・ポールキャッツの司令潜水艦「タニー」だけは、北海道近海にさらに2日間とどまって「ボーンフィッシュ」が脱出してくるのを待ったが、とうとう同艦は現れなかった。ヘルキャッツは、アメリカ独立記念日である7月4日、凱旋の印として潜望鏡に箒を結びつけて真珠湾に入港した。アメリカ海軍は、「ボーンフィッシュ」がソ連領に寄港しているのではないかと期待していたが確認できず、7月30日に喪失と判定した。

## 結果
バーニー作戦でアメリカ潜水艦が撃沈した商船・徴用船は、明確なものだけで27隻の多数に上り、1000トン級・2000トン級の小型貨物船が多くをしめたものの合計トン数は5万4千総トン近くに達した。さらに漁船などの小船多数や潜水艦「伊122」も撃沈しており、『戦史叢書』は22日までの被害船を38隻以上としている。本作戦の成功により、1945年6月のアメリカ潜水艦による戦果は、前月比2.5倍以上の商船43隻（9万2千総トン）撃沈に跳ね上がった。味をしめたアメリカ海軍は、終戦までに6隻の潜水艦を日本海に送り込んでいる。
この作戦に衝撃を受けた日本軍は飢餓作戦による機雷封鎖の拡大もあり、日本海のシーレーンの途絶も時間の問題と考えるようになった。日本海での輸送作戦に関する陸海軍中央協定が締結され、6月28日、大本営海軍部は、日本海が航行可能なうちに大陸方面からの物資を出来る限り輸送する日号作戦を発令した。敵潜水艦の再侵入を防ぐための対潜機雷堰構築も残存敷設艦艇を集めて継続され、宗谷海峡には6月末に2線、津軽海峡には8月3日に1線を敷設してさらに2線の追加を予定した状態で、終戦の日を迎えた。なお、日本側はバーニー作戦での侵入経路について、濃密な機雷堰が完成したばかりの対馬海峡が突破されたとは思わず、機雷堰が未完成の宗谷海峡から侵入されたものと判断していた。

## 参加兵力

### アメリカ軍
- ヘルキャッツ（指揮官：アール・T・ハイドマン中佐）
  - ハイドマンズ・ヘップキャッツ（直率） - 「シードッグ」（旗艦）、「スペードフィッシュ」、「クレヴァル」
  - ピアースズ・ポールキャッツ（指揮官：G・E・ピアース中佐） - 「タニー」（旗艦）、「スケート」、「ボーンフィッシュ」
  - リッサーズ・ボブキャッツ（指揮官：R・D・リッサー中佐） - 「フライングフィッシュ」（旗艦）、「ボーフィン」、「ティノサ」

### 日本軍
以下に示すのは対潜部隊のうち主要なもの。このほかにも小型艦艇や特設艦艇、疎開中の艦艇等多数がある。
- 舞鶴鎮守府（司令長官：田結穣中将）
  - 舞鶴鎮守府護衛部隊 - 第105戦隊（駆逐艦「響」、海防艦6隻（うち3隻欠））、第31海防隊（海防艦7隻）
  - 第51戦隊 - 訓練中の新造海防艦。
- 大湊警備府（司令長官：宇垣完爾中将）
  - 津軽防備部隊 - 大湊防備隊、駆逐艦「柳」、「橘」、海防艦若干ほか。
  - 宗谷防備部隊 - 宗谷防備隊、第104戦隊（海防艦6隻）ほか。
  - 第903海軍航空隊
- 第901海軍航空隊（海上護衛総司令部直率）